# Mariinski Posad
Mariinski Posad (Russisch: Мариинский Посад; Tsjoevasjisch: Сӗнтӗрвӑрри, Sĕntĕrvărri) is een stad in Russische autonome republiek Tsjoevasjië. De stad ligt op de rechteroever van de rivier de Wolga, 36 km ten oosten van Tsjeboksary.
Op de locatie van het huidige Mariinski Posad werd in 1620 het dorpje Soendir (Russisch: Сундырь) gesticht. Deze nederzetting was vernoemd naar de Soendirka, een zijrivier van de Wolga. Het dorpje werd in 1856 hernoemd naar Marie Alexandrovna, de gemalin van tsaar Alexander II van Rusland met de toevoeging posad. Hetzelfde jaar verkreeg Mariinski Posad de stadsstatus.
De regio rond de stad is ecologisch waardevol. Er zijn verscheidene nationale parken en reservaten in de omgeving. Dit maakt de regio tot een populaire bestemming voor ecotoerisme.
De voornaamste industrieën zijn bouwmaterialen, metaalbewerking en de verwerkende industrie. Ook een kabelfabriek, een wodkafabriek en een auto-herstelplaats zijn belangrijke werkgevers in de stad.
| 1897  | 1939  | 1959  | 1970   | 1979   | 1989   | 2002   |
| ----- | ----- | ----- | ------ | ------ | ------ | ------ |
| 5.000 | 7.200 | 8.800 | 10.200 | 10.000 | 10.443 | 10.273 |

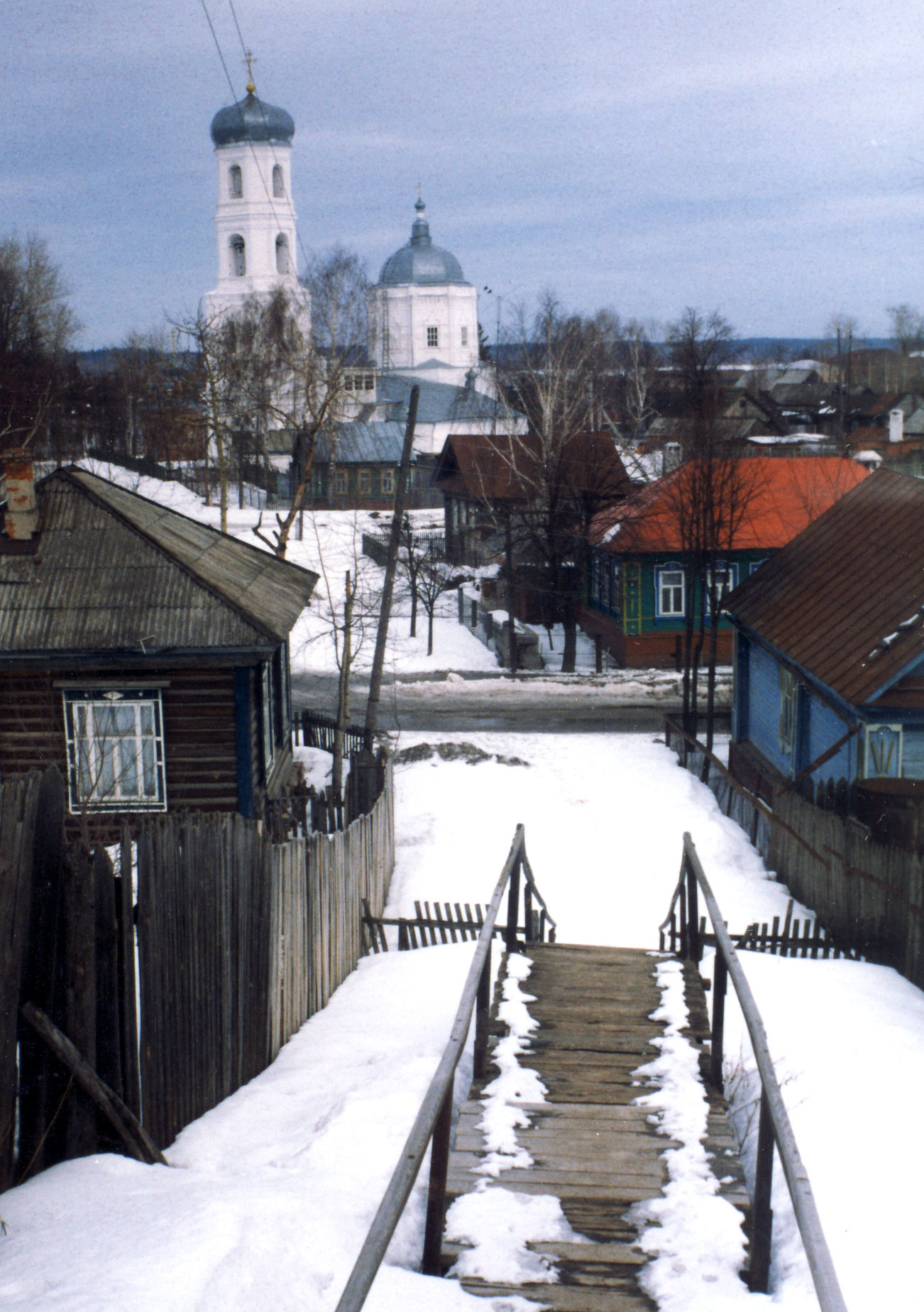
Vroeg lentebeeld van de stad
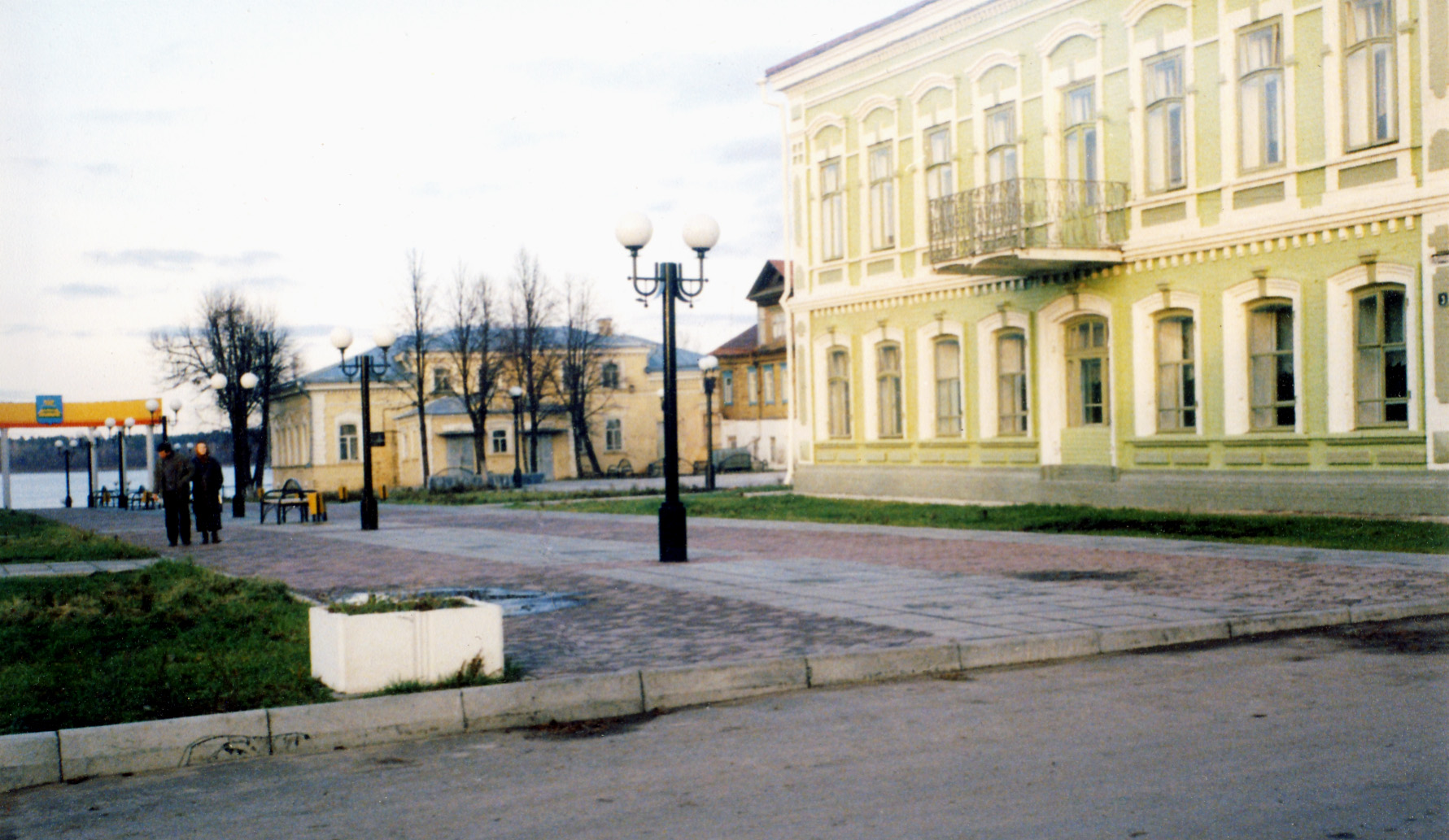
Andere zijde van de wandelpromenade
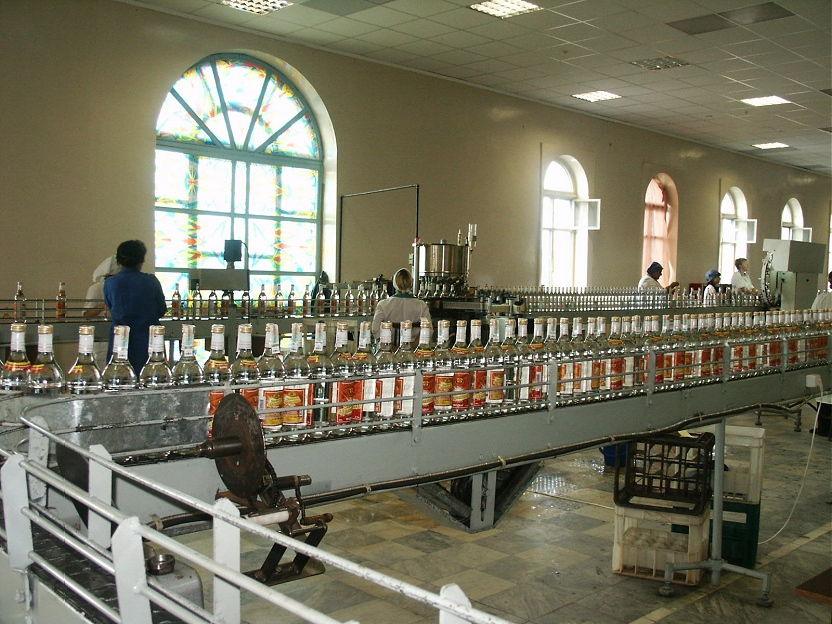
Binnenaanzicht van de wodkafabriek

Bestuurlijk centrum: Tsjeboksary

Alatyr · Jadrin · Kanasj · Kozlovka · Mariinski Posad · Novotsjeboksarsk · Sjoemerlja · Tsivilsk